# Biporispora
Biporispora is een monotypisch geslacht van schimmels behorend tot de familie Xylariaceae. De typesoort is Biporispora europaea.